# Guernica (Álava)
Guernica (en euskera y oficialmente Gernika) es un despoblado que pasó a formar parte de los concejos de Betolaza y Ciriano (ambos del municipio de Arrazua-Ubarrundia) y Mendarózqueta (municipio de Cigoitia), situados en la provincia de Álava, País Vasco (España).

## Toponimia
A lo largo de los siglos ha sido conocido con los nombres de Gernica, Gernika y Guernica.

## Historia
Despoblado alavés documentado desde 1025, que formaba parte del desaparecido municipio de Ubarrundia.
Varios documentos afirman que sus habitantes murieron por el cólera y aseguran que quedó viva sólo una mujer que fue atendida por los habitantes de estas localidades.
En el siglo XVIII los vecinos de los concejos de Betolaza, Ciriano y Mendarózqueta cultivaban las heredades pertenecientes al mortuorio y entregaban los diezmos a la colegial vitoriana de Santa María.
Durante unos años, sus tierras pertenecieron al concejo de Mendiguren (municipio de Vitoria), en la que un roble marcó durante años el término de la jurisdicción del mortuorio cuando fue propiedad de dicho concejo. El árbol era conocido por los vecinos con el nombre de "el árbol gordo" ya que competía con otro de Estarrona que según cuentan, fue arrancado para fabricar una de las mesas de la exposición universal de Sevilla de 1929.